# Digermulen
Digermulen est une localité du comté de Nordland, en Norvège.

## Géographie
Digermulen est située sur la côte occidentale d'Hinnøya, à la pointe sud-ouest de l'île. L'île de Stormolla est située à 2 km au sud-ouest, tandis qu'Austvågøya est à 3 km au nord-ouest, séparée par le début du Raftsund.
Digermulen est dominée à l'est par le Digermulkoll (363 m d'altitude) et le Keiservard (384 m d'altitude).
Administrativement, Digermulen fait partie de la kommune de Vågan, ce qui la place dans l'archipel des Lofoten, bien que Vågan n'occupe que la pointe sud-ouest d'Hinnøya, qui est traditionnellement placée dans l'archipel voisin des Vesterålen.

## Transport
Digermulen est traversée par la route qui longe la côte occidentale d'Hinnøya.
Le port de Digermulen est relié par ferry à l'île voisine de Stormolla.

## Voir aussi

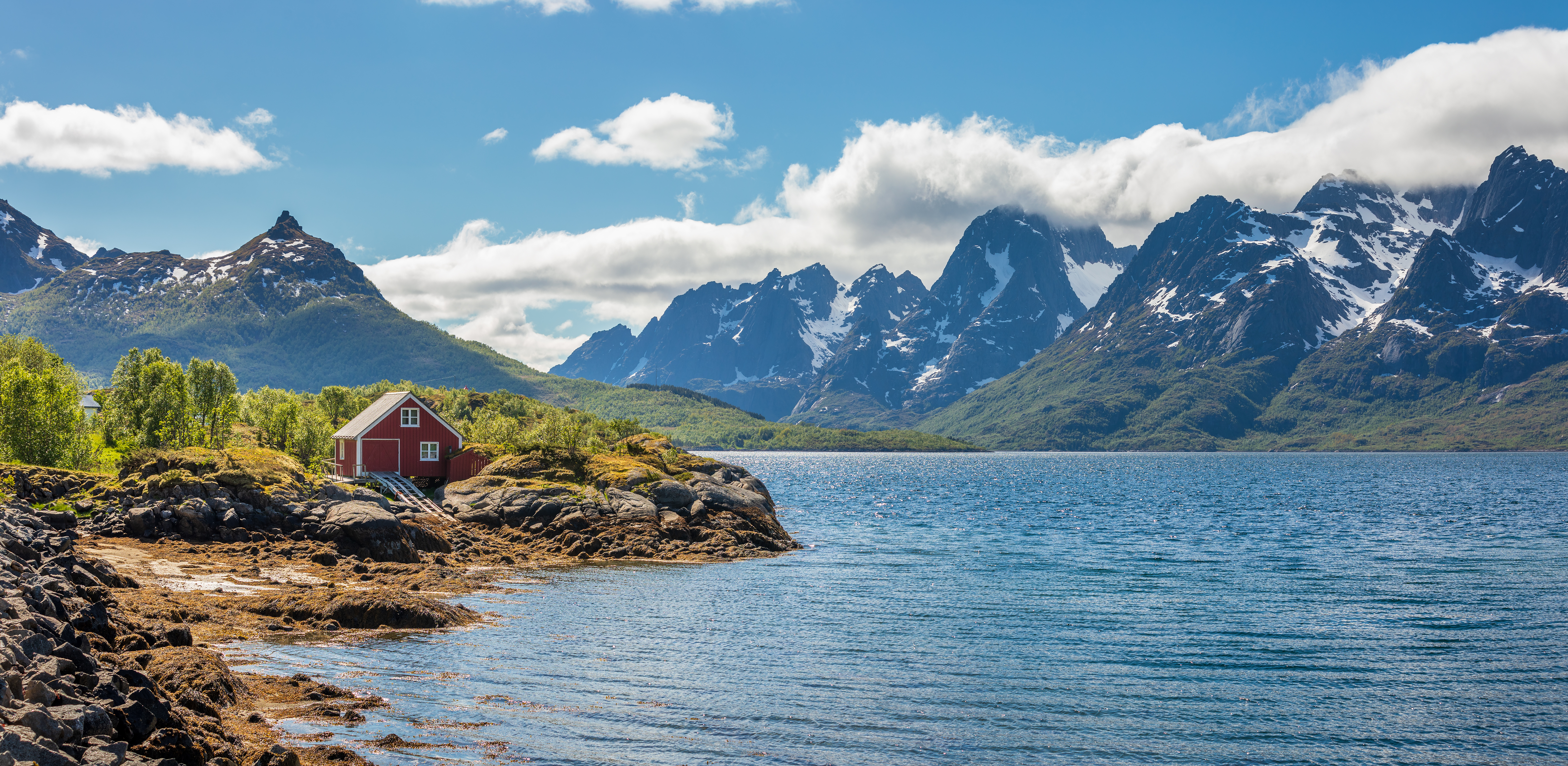
La côte de Raftsundet, à Digermulen. Juin 2022.